# Cymbidium recurvatum
Cymbidium recurvatum är en orkidéart som beskrevs av Z.J.Liu, S.C.Chen och Phillip James Cribb. Cymbidium recurvatum ingår i släktet Cymbidium, och familjen orkidéer. Inga underarter finns listade i Catalogue of Life.